# Rue de Messine
Ne doit pas être confondu avec avenue de Messine.
La rue de Messine est une voie du 8e arrondissement de Paris. 

## Situation et accès
Elle commence au 14, rue du Docteur-Lancereaux et se termine au 23 et 23 bis, avenue de Messine. Elle fait référence à la ville de Messine, située en Italie.
Le quartier est desservi par les lignes de métro 19 et 13 à la station Miromesnil.

## Origine du nom
Cette rue tient son nom de l'avenue de Messine voisine, nommée d'après la ville de Messine, en Italie, dans le cadre du quartier de l'Europe.

## Historique
La rue de Messine a été créée, sous sa dénomination actuelle, en 1904 sur les jardins de l'ancien couvent de Carmélites, établi à cet emplacement depuis 1855 et construit par l'architecte Clément Parent. Auparavant, le terrain était occupé par les écuries du Prince-Président, avant leur transfert quai d'Orsay (actuellement quai Branly). L'ensemble des terrains avait été détaché en 1776 de la propriété du duc de Chartres (voir « Parc Monceau »), au profit de son fils, le duc de Valois.

## Bâtiments remarquables et lieux de mémoire
L'AS Messine Paris, club sportif ayant existé de 1937 à 2012, tire son nom du Groupe Messine, compagnie d'électricité qui tirait elle-même son nom de la rue ou avenue de Messine, où elle avait son siège.

## Sources
- Félix de Rochegude, Promenades dans toutes les rues de Paris : VIIIe arrondissement, Paris, Hachette, 1910 (lire en ligne).